# Lago Jarbidge
El lago Jarbidge  es un lago glaciar situado en las montañas Jarbidge, en el condado de Elko, en el noreste de Nevada, Estados Unidos. Se encuentra a una altitud de 2852 metros sobre el nivel del mar. Se encuentra dentro del Bosque nacional Humboldt-Toiyabe. 
El lago está cerca de la terminal sur de la ruta del río Jarbidge, donde se encuentra con el sendero del río West Marys y el sendero del lago Esmeralda, y está justo debajo del paso del lago Esmeralda. El lago Jarbidge es la principal fuente del río Jarbidge.
"Jarbidge" es una palabra de origen shoshoni, que significa "diablo".